# Khor (kraï de Khabarovsk)
Khor (en russe : Хор) est une commune urbaine du kraï de Khabarovsk, en Russie. Sa population s'élevait à 8 751 habitants en 2022.

## Géographie
Khor est bâtie à 60 m d'altitude, sur la rive droite de la rivière Khor. Elle se trouve à une quinzaine de kilomètres à l'est de sa confluence avec l'Oussouri, qui constitue la frontière avec la Chine, à 60 km au sud de Khabarovsk et à 6 239 km à l'est de Moscou.

## Histoire
Khor est fondée en 1897 lors de la construction de la ligne de chemin de fer entre Khabarovsk et Vladivostok, aujourd'hui tronçon du Transsibérien, lorsqu'un pont ferroviaire a été construit au-dessus du Khor. Elle a le statut de commune urbaine depuis 1938.
Khor est toujours desservie par le Transsibérien (à 8 603 km de Moscou).

## Population
Recensements (*) ou estimations de la population:
| 1959*  | 1970*  | 1979*  | 1989*  | 2002*  |
| ------ | ------ | ------ | ------ | ------ |
| 11 041 | 11 304 | 11 484 | 13 227 | 11 850 |

| 2010*  | 2011   | 2012   | 2013   | 2014   |
| ------ | ------ | ------ | ------ | ------ |
| 10 346 | 10 349 | 10 145 | 10 090 | 10 065 |

| 2022  | - | - | - | - |
| ----- | - | - | - | - |
| 8 751 | - | - | - | - |

## Personnalités
- Sergey Chepikov, biathlète né à Khor en 1967.